# Rowlandius engombe
Rowlandius engombe är en spindeldjursart som beskrevs av Armas och Abud Antun 2002. Rowlandius engombe ingår i släktet Rowlandius och familjen Hubbardiidae. Inga underarter finns listade i Catalogue of Life.